# 普光寺 (太原)
普光寺，位于山西省太原市杏花岭区西缉虎营15号，紧邻后小河小学，为太原市文物保护单位，为隶属于太原双塔博物馆管理的分馆。

## 历史
普光寺始建于东汉建安年间，为华北地区最古老的寺院。唐初名普照寺，为避武曌名讳始改名普光寺。明清两代数次重修。明位于晋王府外西北角。1949年以后，普光寺是省城保存下来的四座佛教寺院之一，由阳曲县一学校和西缉虎营小学占用。

## 保护
2009年9月20日，普光寺公布为太原市文物保护单位，当时已年久失修，已成危房，且地处低洼。。2013年，太原市启动修缮历史文物及古建筑工程项目，其中包括普光寺修复。2020年4月2日，普光寺修缮工程竣工验收，交由太原市双塔博物馆管理。2020年5月26日向市民开放，举办抗击疫情图片实物展。

## 建筑
普光寺原为前后二进，占地面积1200余平方米，明代遗构仅存一座圆通殿。
普光寺复建时，整体抬升2.6米，又由二进院落扩建为三进，占地面积4800余平方米。建筑面积2923.3平方米。建筑材料选用贵重的花梨木及波罗格木，工艺则采用传统的榫卯结构。
第一进保留明代建筑风格，包括山门（天王殿）、圆通殿，以及东西两侧的伽蓝殿、祖师殿。
第二进为仿唐式风格，包括普光明殿，以及东西两侧的普贤殿、文殊殿。壁画有《佛顶尊圣陀罗尼经变》、文殊经变、文殊菩萨赴会。
第三进主殿为藏经阁，壁画有《弥勒上生经变》、《弥勒下生经变》、弥勒故事、弥勒经变。
两侧依次为钟鼓楼。在原址上修复的大殿主体木构梁架，均为原有材质。大殿四周墙壁上绘有彩色描金观音像。